# Hebbalalu, Channarayapatna
Hebbalalu là một làng thuộc tehsil Channarayapatna, huyện Hassan, bang Karnataka, Ấn Độ.